# Siegmar Gerber

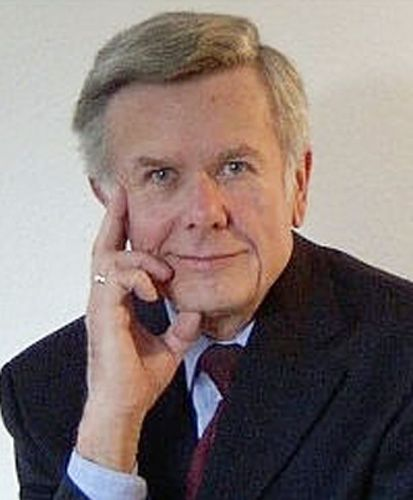
Siegmar Gerber (2000)

Siegmar Gerber (* 29. Januar 1938 in Wilkau-Hasslau; † 27. Juli 2022 in Leipzig) war ein deutscher Mathematiker, Informatiker und Hochschullehrer.

## Leben und Wirken
Siegmar Gerber war der Sohn des Werkmeisters Heinrich Gerber und seiner Ehefrau Hanna geborene Schürer. Nach dem Besuch der Grundschule Wilkau-Hasslau und der Mittelschule in Zwickau legte er 1956 an der Käthe-Kollwitz-Oberschule in Zwickau das Abitur ab.

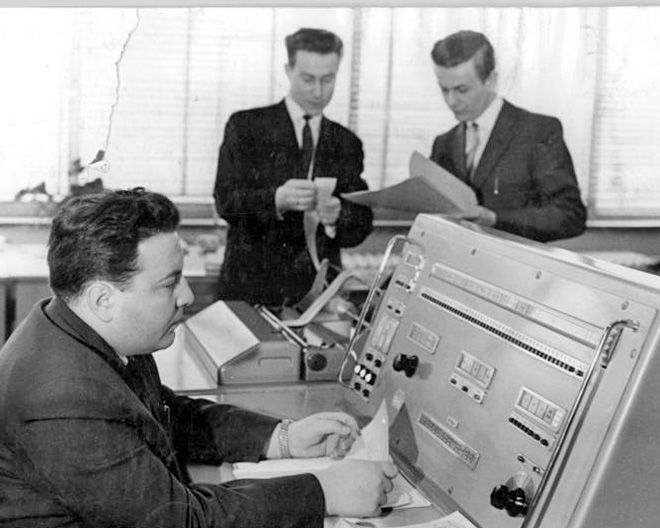
Siegmar Gerber (rechts) neben der Leipziger Rechenanlage ZRA 1 (1963)

Von 1956 bis 1961 studierte er Mathematik an der Karl-Marx-Universität Leipzig und wurde anschließend wissenschaftlicher  Mitarbeiter des Bereiches Entwurf und Programmierung von digitalen Rechenanlagen im VEB Carl Zeiss Jena. 1962 kehrte er an die Leipziger Universität zurück und wurde wissenschaftlicher Mitarbeiter im neu gegründeten Rechenzentrum, das 1963 eine Rechenanlage ZRA 1 aus Jena erhielt. 1968 wurde er mit dem Dissertationsthema „Über eine Theorie sequentieller Synchronschaltungen“ zum Dr. rer. nat. promoviert.
Nach der Erlangung der Facultas Docendi 1969 für das Fachgebiet Maschinelle Rechentechnik wirkte er als Dozent für Mathematische Kybernetik und Rechentechnik am Fachbereich Programmierung der Sektion Rechentechnik und Datenverarbeitung und ab 1973 am Wissenschaftsbereich Mathematische Grundlagen der Informationsverarbeitung und Numerische Mathematik der Sektion Mathematik. 1981 erlangte er die Promotion B mit dem Thema „Formalisierte Strukturbeschreibung und Strukturtransformation nichtsequentieller algorithmischer Prozesse“, die 1991 zum Dr. rer. nat. habil. umgewandelt wurde.
1987 wurde Siegmar Gerber zum außerordentlichen Professor für Mathematische Kybernetik und Rechentechnik berufen und lehrte bis 1989 an der Sektion Mathematik und bis 1991 an der Sektion Informatik. Bis 1992 nahm er eine Lehrstuhlvertretung an der Fakultät für Informatik der Universität Stuttgart wahr.
1992 wurde er zum ordentlichen Professor für Automaten und Formale Sprachen berufen und lehrte auf diesem Gebiet am Institut für Informatik der Universität Leipzig bis zu seiner Emeritierung im Jahr 2003. Neben seiner Forschungs- und Lehrtätigkeit zur Informatik leistete er wesentliche organisatorische Beiträge beim Aufbau des Instituts für Informatik und der Fakultät für Mathematik und Informatik der Universität Leipzig.

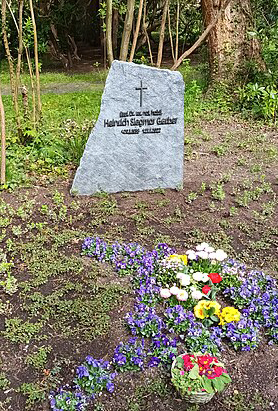
Grabstätte Siegmar Gerber, Südfriedhof, Professorenrabatte

Siegmar Gerber war seit 1961 verheiratet mit Irmtraud Helene, geborene Dierks. Das Ehepaar hatte einen Sohn und zwei Töchter. 
Er wurde auf dem Leipziger Südfriedhof beerdigt.

## Funktionen
universitär
- 1969–1973 Stellvertretender Direktor für Forschung der Sektion Rechentechnik u. Datenverarbeitung.
- 1982–1991 Leiter der Forschungsgruppe Informationsverarbeitung.
- 1991–1992 Mitglied des Rates für Informatik an der Universität Leipzig.
- 1993–1995 Leiter der Problemgruppe Weiterbildung im Rat für Informatik.
- 1994–1996 Prodekan der Fakultät für Mathematik und Informatik.
- 1994–1996 Geschäftsführender Direktor des Institutes für Informatik.
- 1996–2000 Studiendekan der Fakultät für Mathematik und Informatik.

außeruniversitär
- seit 1967: 00Mitglied der CDU.
- 1975–1982: Vorsitzender des Stadtbezirksverbandes Leipzig-Süd der CDU.
- 1982–1990: Vorsitzender des Stadtverbandes Leipzig der CDU.
- 1984–1989: Stadtverordneter der Stadt Leipzig.

## Publikationen (Auswahl)
- Siegmar Gerber: Über eine Formalisierung sequentieller Synchronschaltungen. In: Elektronische Informationsverarbeitung und Kybernetik (EIK) Bd. 6 (1970), S. 277–302 und 325–340
- Siegmar Gerber, Holger Schackert: Bewegungsdeterminierte linear-beschränkte Akzeptoren und voreindeutige Grammatiken. In: Elektronische Informationsverarbeitung und Kybernetik (EIK) Bd. 12 (1976), S. 415–420
- Siegmar Gerber: Algorithmische Strukturbeschreibung von Steuerungsprozessen. In: Messen · Steuern · Regeln (msr), 24. Jg. (1981), S. 208–210
- Siegmar Gerber, Harald Hoyer: Ersetzung in fragmentarischen Graphen. In: Elektronische Informationsverarbeitung und Kybernetik (EIK) Bd. 21 (1985), S. 385–409
- Siegmar Gerber: Einsatz von Zeiss-Rechnern für Forschung, Lehre und Dienstleistung. In: Friedrich Naumann, Gabriele Schade [Hrsg.]: Informatik in der DDR – eine Bilanz. (Symposien 7.–9. Oktober 2004 in Chemnitz und 11.–12. Mai 2006 in Erfurt). Bonn: Gesellschaft für Informatik, 2006, S. 310–318. (digital)
- Siegmar Gerber, Gerhard Heyer: Informatik. In: Ulrich von Hehl, Uwe John, Manfred Rudersdorf [Hrsg.]: Geschichte der Universität Leipzig 1409–2009, Band 4: Fakultäten, Institute, Zentrale Einrichtungen (2. Halbband). Leipzig: Universitätsverlag 2009, S. 1093–1097.

## Ehrungen
- 1964: Medaille für ausgezeichnete Leistungen
- 1976: Ehrennadel der Nationalen Front (Silber)
- 1978: Verdienstmedaille der DDR
- 1981: Ehrennadel der Karl-Marx-Universität Leipzig
- 1985: Ehrenmedaille der Nationalen Front